# Jubilejnaja
Jubilejnaja (biał. Юбілейная; ros. Юбилейная, Jubilejnaja) – wieś na Białorusi, w obwodzie grodzieńskim, w rejonie świsłockim, w sielsowiecie Świsłocz, przy linii kolejowej Andrzejewicze – Świsłocz i obwodnicy Świsłoczy. Od wschodu graniczy ze Świsłoczą.

## Historia
Miejscowość powstała w okresie przynależności tych terenów do Związku Sowieckiego
Od 1991 w niepodległej Białorusi.